# Carl Haber (Bergbauingenieur)
Carl Kaspar Franz Haber (* 8. Januar 1833 in Worbis; † 17. Mai 1914 in Bonn) war ein deutscher Bergbauingenieur und Berg- und Hüttenwerksdirektor in Ramsbeck.

## Leben
Sein Vater stammte aus der Familie der Kurmainzer Amtvögte und starb als Oberregistrator in Worbis. Zwei seiner Söhne studierten Rechtswissenschaften während Carl das Bergfach studierte. Bei Carls Geburt verstarb seine Mutter, der Vater, Joachim Haber (* 31. Dezember 1787), war bereits am 5. Juli 1832 verstorben. Er wuchs als Vollwaise im Hause seines Großvaters, des Kreisphysikus Dr. med. Gremler, auf.
Nach bestandener Bergreferendarprüfung trat Haber in den Privatdienst, zunächst als Berginspektor in Mechernich, sodann vertretungsweise als Direktor beim Eschweiler Bergwerks-Verein ein.
Nach dem Kriege (1870/71) leitete er die Gruben Westende und Ruhr & Rhein in Duisburg-Meiderich. Nach einer Belehrungsreise in die Vereinigten Staaten von Nordamerika trat er in die Dienste der Aktiengesellschaft für Bergbau-, Blei- und Zinkfabrikation zu Stolberg und in Westfalen.
Von 1875 bis 1907 war Haber Direktor der „Actien-Gesellschaft für Bergbau, Blei- und Zinkfabrikation zu Stolberg und in Westphalen, Abtheilung Ramsbeck“.
Seinen Wehrdienst hatte er in Berlin abgeleistet. Im Krieg 1866 wurde Haber als Offizier beim Landwehr-Infanterieregiment 25 bei Langensalza eingesetzt. 1870/71 war er Kommandeur eines Gefangenenlagers auf der Wahner Heide.
Neben zahlreichen Ehrenämtern war er auch Vorsitzender der Handelskammer Arnsberg.
Seinen Lebensabend verbrachte er in Bonn.
Zu seinen Ehren wurde ein Schaustollen in Andreasberg Carl-Haber-Stollen genannt. Eine Straße in Andreasberg trägt seinen Namen: „Carl-Haber-Straße“.

## Familie
Er war verheiratet mit Elisabeth Meiring. Aus der Ehe gingen folgende Kinder hervor:
1. Johann Carl Emil Eduard Haber, * 1. Oktober 1866, in Risa bei Mechernich, † 14. Januar 1947 in Tübingen-Lustnau, Bergingenieur, Beamter im Reichskolonialamt (u. a. Gouverneur von Deutsch-Neu-Guinea), Honorarprofessor
2. Carl Hubert Haber, * 28. Februar 1868 in Eschweiler, † 30. April 1908 in Ramsbeck, Bergingenieur in Ramsbeck
3. Engelbert Albrecht Haber, * 21. Mai 1870 in Duisburg-Meiderich, † Herbst 1912 (ertrunken), Cuxhaven, Kapitänleutnant a. D.

## Werke
- Genesis der Bleierze im Buntsandstein d. Bleibergs b. Kommern. In: Der Berggeist. Zeitung für Berg-, Hüttenwesen und Industrie, 1866, Köln 1866, XI. Jahrgang, S. 281 f. und 289
- Ueber unterirdische Wasserhaltungsmaschinen in England. In: Zeitschrift des Vereines deutscher Ingenieure. 1872, Bd. XVI, S. 225.
- Der maschinelle Bohrbetrieb auf den Gruben der Abtheilung Ramsbeck der Actien-Gesellschaft für Bergbau-, Blei- und Zinkfabrikation zu Stolberg und in Westfalen. In: Zeitschrift für das Berg-, Hütten und Salinenwesen in dem preussischen Staate. Bd. 30 (1882), S. 43–65.